# تشان تشن سينغ
تشان تشن سينغ (بالصينية: 陈振声) (بالإنجليزية: Chan Chun Sing)‏ هو جندي وسياسي سنغافوري، ولد في 9 أكتوبر 1969 في سنغافورة. حزبياً، نشط في حزب العمل الشعبي.

## مناصب
- انتخب عضو مجلس الشعب السنغافوري عن دائرة Tanjong Pagar Group Representation Constituency [الإنجليزية]‏ وقد انضم خلال فترته النيابية [الإنجليزية]‏  للكتلة البرلمانية حزب العمل الشعبي.
- انتخب عضو مجلس الشعب السنغافوري عن دائرة Tanjong Pagar Group Representation Constituency [الإنجليزية]‏ وقد انضم خلال فترته النيابية [الإنجليزية]‏  للكتلة البرلمانية حزب العمل الشعبي.
- انتخب وزارة الدفاع (سنغافورة) (1 أغسطس 2012 – 31 أغسطس 2013).
- انتخب وزارة الاتصالات والمعلومات (21 مايو 2011 – 31 يوليو 2012).
- انتخب Ministry of Community Development, Youth and Sports [الإنجليزية]‏ (21 مايو 2011 – 31 أكتوبر 2012).
- انتخب وزارة الدفاع (سنغافورة) (1 سبتمبر 2013 – ).
- انتخب وزارة التنمية الاجتماعية والأسرية (1 نوفمبر 2012 – ).